# Övre Vassbotten
Övre Vassbotten är en sjö i Arvika kommun i Värmland och ingår i Göta älvs huvudavrinningsområde. Sjön är 3,5 meter djup, har en yta på 0,397 kvadratkilometer och befinner sig 99,4 meter över havet. Sjön avvattnas av vattendraget Vaggeälven (Kivilampälven). Vid provfiske har bland annat abborre, braxen, gädda och löja fångats i sjön.

## Delavrinningsområde
Övre Vassbotten ingår i det delavrinningsområde (664707-131659) som SMHI kallar för Inloppet i Nedre Vassbotten. Medelhöjden är 151 meter över havet och ytan är 6,28 kvadratkilometer. Räknas de 26 avrinningsområdena uppströms in blir den ackumulerade arean 648,9 kvadratkilometer. Vaggeälven (Kivilampälven) som avvattnar avrinningsområdet har biflödesordning 3, vilket innebär att vattnet flödar genom totalt 3 vattendrag innan det når havet efter 301 kilometer. Avrinningsområdet består mestadels av skog (71 procent) och öppen mark (12 procent). Avrinningsområdet har 0,39 kvadratkilometer vattenytor vilket ger det en sjöprocent på 6,2 procent.

## Fisk
Vid provfiske har följande fisk fångats i sjön:
- Abborre
- Braxen
- Gädda
- Löja
- Mört